# Estanh de Pica Palomèra
L'estanh de Pica Palomèra és un llac d’origen glacial, situat al costat de les antigues mines de Liat a la Val d'Aran, a 2.307 metres d'altitud.
 L'espai ha estat catalogat a la Xarxa Natura 2000 de Vielha e Mijaran.
És un estany relativament petit (4.9 ha) i no gaire profund, 10m. La seva conca és també petita, de 69 ha, orientada d'oest a est i amb molt poc desnivell, amb el cim de la Pica Palomèra de 2460 m com a punt més elevat.
La vegetació de la conca està repartida entre neretars (matollars de Rhododendron ferrugineum), matollars prostrats de savina de muntanya (Juniperus sabina), i gespets (prats de Festuca eskia).
Pel que fa a la química de la seva aigua, és un estany molt excepcional en el context pirinenc. El material ric en sulfurs de les roques de la seva conca li confereix un pH àcid per sota de 5; és, per tant, un dels pocs estanys pirinencs - juntament amb el d'Aixeus, a la mateixa vall i els de Baiau, a la capçalera de la Vall Ferrera - netament àcids. Les mateixes condicions químiques
fan que hi hagi molt pocs organismes que hi puguin viure i les seves aigües tenen, per tant, una transparència elevada. A aquest estany no hi ha vegetació aquàtica ni cap espècie vertebrada.
L'estat ecològic és bo segons la classificació de la Directiva Marc de l'Aigua. Tot i haver sofert alteracions a la conca en
el passat degut a l'activitat minera, es troba en un bon estat de conservació. De la mateixa manera que passa amb els estanys de Baiau i Aixeus, els altres estanys netament àcids dels Pirineus catalans, la mateixa composició química de l'aigua evita que s'hi introdueixin espècies al·lòctones.